# Middle of Nowhere (film)
Middle of Nowhere è film commedia del 2008 diretto da John Stockwell, presentato in anteprima al Toronto International Film Festival.

## Trama
Dorian, figlio adottivo e ribelle di genitori ricchi, viene costretto ad un'educativa esperienza di lavoro estivo e finisce a fare il bagnino nel parco acquatico di un paese di provincia, nel Missouri. Anche Grace, in lotta con una madre irresponsabile, lavora nel medesimo paradiso dello spasso per pagarsi gli studi di medicina. Quando Dorian propone a Grace di dividere con lui i soldi derivanti dalla vendita porta a porta di marijuana, lei supera l'iniziale contrarietà e si lascia convincere dal guadagno facile. Tra i due nasce un'amicizia particolare, che presto si allarga ad includere la sorellina di Grace, Taylor. Condividendo i rispettivi momenti di impasse esistenziale, i tre diventano l'uno l'approdo dell'altro e superano insieme una stagione dell'anno e della vita.